# Piotrkowice (powiat kielecki)

Nieoficjalny herb wsi Piotrkowice

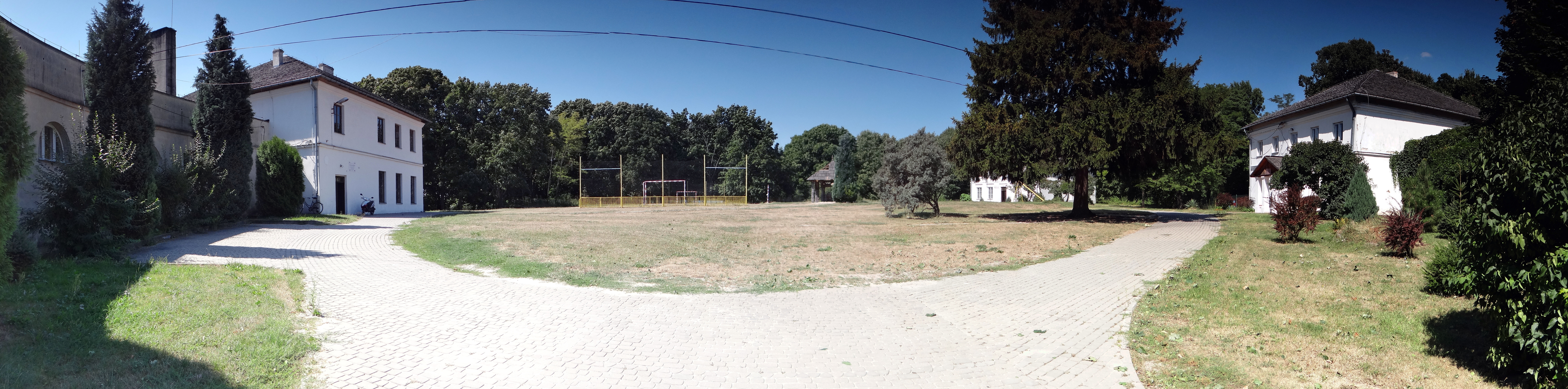
Zespół pałacowy Tarnowskich

Piotrkowice – wieś (dawniej miasto) w Polsce położona w województwie świętokrzyskim, w powiecie kieleckim, w gminie Chmielnik.
Piotrkowice uzyskały lokację miejską w 1701 roku. Prawa miejskie do 20 listopada 1821. Do 1954 roku siedziba gminy Maleszowa. W latach 1975–1998 miejscowość należała administracyjnie do województwa kieleckiego.

## Części wsi
| SIMC    | Nazwa                  | Rodzaj     |
| ------- | ---------------------- | ---------- |
| 0235128 | Osada                  | przysiółek |
| 0235134 | Piotrkowice Poduchowne | część wsi  |
| 0235140 | Podfara                | część wsi  |
| 0235157 | Przedmieście           | część wsi  |
| 0235163 | Tarnoskała             | część wsi  |

## Położenie
Piotrkowice, wieś w województwie świętokrzyskim, w gminie Chmielnik – położona w odległości 24 km na południowy wschód od Kielc, przy drodze krajowej nr 73, wiodącej do Buska-Zdroju i Tarnowa, pomiędzy Morawicą a Chmielnikiem, 8 km na północny zachód od przecięcia z drogą wojewódzką nr 765. Leży na Wyżynie Kieleckiej zwanej dawniej Kielecko-Sandomierską, na Pogórzu Szydłowskim ok. 280–300 m n.p.m.

## Historia

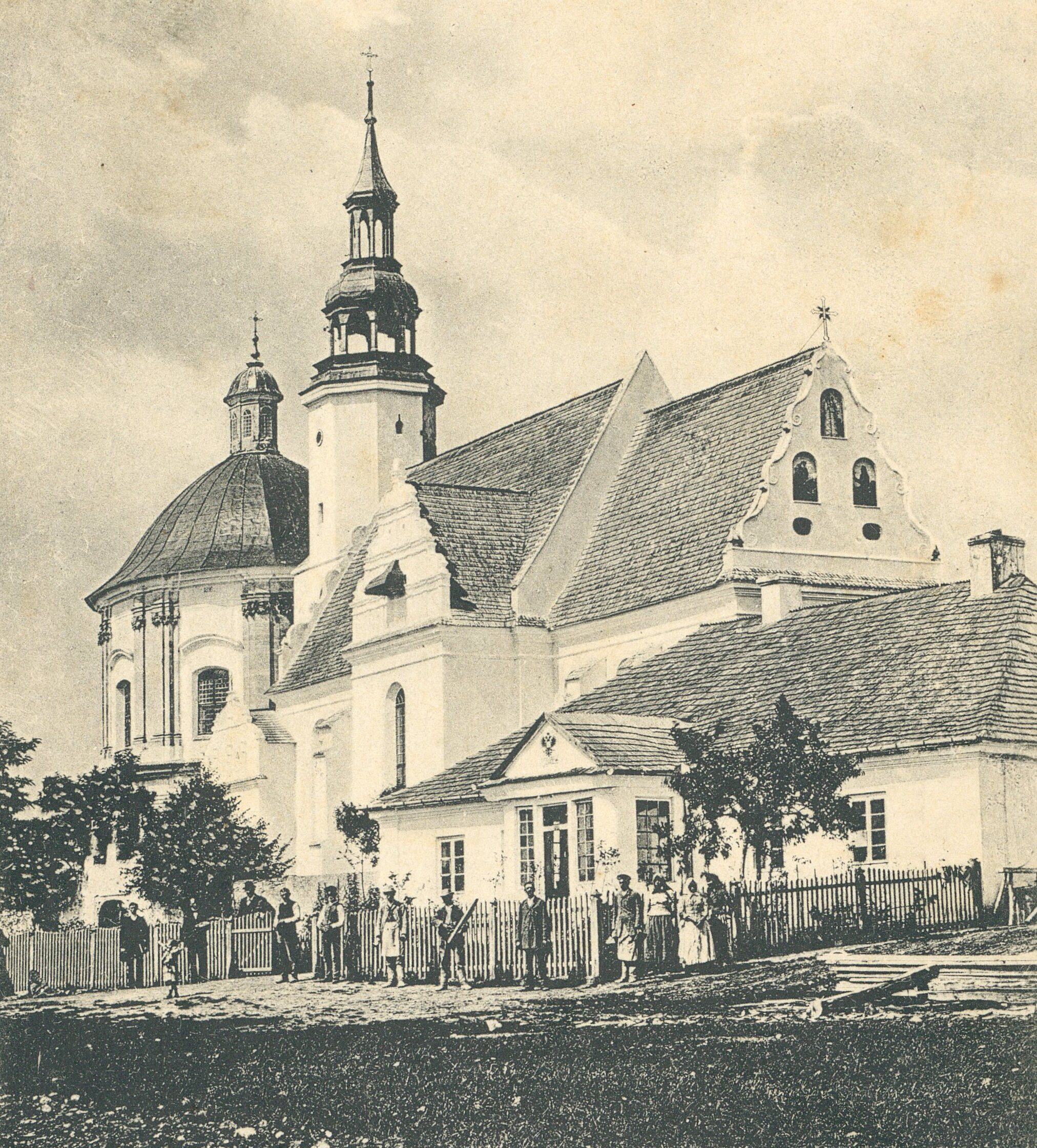
Kościół przed 1906

Nazwa pochodzi od imienia Piotr, przyniesionego najprawdopodobniej podczas chrystianizacji tych terenów. Historia tej średniowiecznej wsi sięga XII wieku, kiedy to należała do starej parafii Minostowice (odległych o 2 km).
W latach 1359–1372 przeniesiono parafię z Minostowic do Piotrkowic. Do parafii należały wsie: Grabowiec, Piotrkowice, Suliszów, Włoszczowice, Maleszowa i Minostowice. Z czasem zastąpiono drewniany kościół murowanym o tytulacji św. Stanisława, Biskupa i Męczennika.
Według Jana Długosza w XV w. znajdował się tu drewniany kościół parafialny pw. Świętego Krzyża. Prawo patronatu posiadali Maleszewscy herbu Gryf, Jakub z Pielgrzymowic oraz Mikołaj herbu Prus z Ninoszowic. Uposażeniem plebana był przykościelny folwark, karczma z rolą oddająca grzywnę czynszu, nadrzeczne łąki i sadzawka. Według rejestru poborowego powiatu chęcińskiego wieś składała się z folwarku plebana, łąk, lasów, 1 karczmy i 1 zagrodnika. Całość oceniona była na sumę 30 grzywien.
Wskutek cudownego uzdrowienia kasztelanowa Zofia Rokszycka ufundowała w 1627 roku drewnianą kaplicę z klasztorem. Początkowo pracą duszpasterską zajęli się karmelici trzewiczkowi, ale dość szybko zastąpili ich bernardyni.
15 sierpnia 1628 roku przeniesiono figurę Madonny z Dzieciątkiem (ok. 1400 r.) z parafialnego kościoła pw. św. Stanisława do drewnianej kaplicy pw. Zwiastowania NMP. Umieszczono w niej także maleńką figurkę Matki Bożej Niepokalanej odnalezioną podczas prac rolniczych na terenie parafii. Tę datę uważa się za formalny początek sanktuarium Matki Bożej Loretańskiej.
Dynamiczny rozwój kultu maryjnego przyczynił się do wybudowania kompleksu klasztornego z kościołem pw. Zwiastowania NMP. Murowany obiekt, istniejący do dziś, powstał z fundacji Marcina i Zofii Rokszyckich. Erekcję podpisano w Chęcinach w 1630 r., a budowę ukończono w 1652 r. W latach 1770–1776 na osi nawy kościoła, od strony zachodniej, wybudowano późnobarokową kaplicę, a w niej domek loretański (9,5 × 4 m.), przypominający Domek Nazaretański z włoskiego Loreto. Wybudowali ją bernardyni, wówczas pracujący w parafii, przy wsparciu hrabiego Stanisława Krasińskiego i Joachima Tarnowskiego, starosty sulejowskiego. We wnęce ściany zachodniej została umieszczona łaskami słynąca figura (140 cm wysokości), Matki Bożej z Dzieciątkiem. U stóp gotyckiej statuy – z ok. 1400 r. – klęczą dwaj aniołowie w srebrnych szatach i złocistych skrzydłach, wskazując dłońmi na postać Bożej Rodzicielki Maryi.
Na początku XVIII w. Piotrkowice uzyskały prawa miejskie. Dokładna data nadania praw nie jest znana. Prawdopodobnie nastąpiło to równolegle z założeniem klasztoru.
W Piotrkowicach w 1799 r. urodził się Ludwik Królikowski – polski myśliciel polityczny, publicysta i poeta, uczestnik Wielkiej Emigracji.
W XIX w. Piotrkowice utraciły prawa miejskie. Osada była własnością rodu Tarnowskich. Według spisu z 1827 r. było tu 61 domów i 489 mieszkańców. W 1862 r. Piotrkowice zamieszkiwało 511 osób (w tym 44 narodowości żydowskiej).

## Zabytki

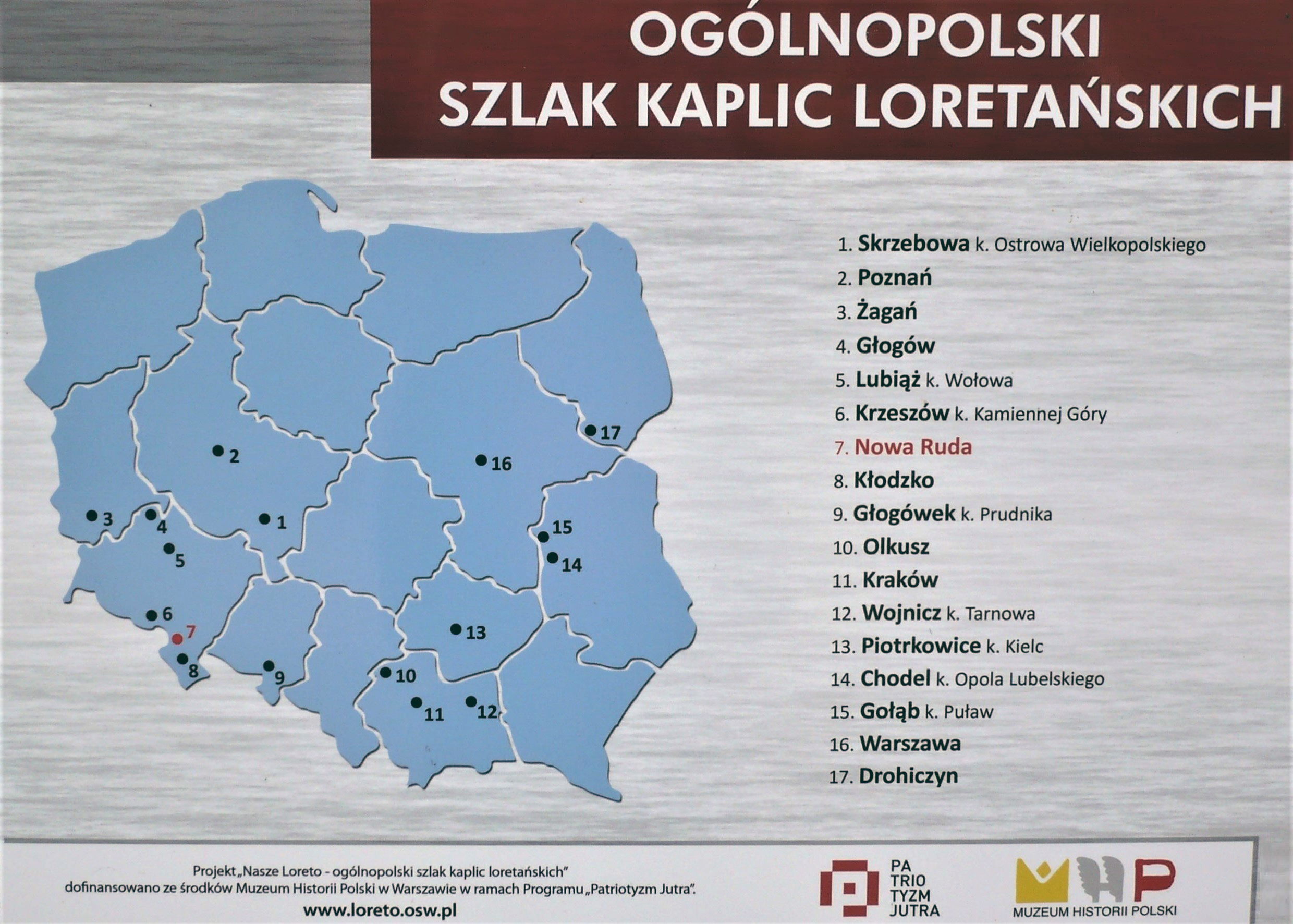
Ogólnopolski Szlak Kaplic Loretańskich - tablica

- zespół klasztorny bernardynów z XVII w. (nr rej.: A.298/1-4 z 16.10.1956 i z 19.02.1966)[9]:
  - kościół parafialny pw. Zwiastowania NMP,
    - kaplica loretańska,

  - klasztor,
  - dwie bramy wjazdowe,
- kościół cmentarny pw. św. Stanisława Biskupa, z ok. połowy XVI w. (nr rej.: A.297 z 16.10.1956 i z 22.06.1967)[9],
- zespół pałacowy Tarnowskich „Tarnoskała”, z końca XVIII w., przebudowany w XIX w. (nr rej.: A.303/1-6 z 16.10.1956, z 11.12.1957, z 29.01.1958 i z 12.05.1965)[9]:
  - trzy pawilony pałacowe,
  - drewniana studnia z XIX w.,
  - park,
  - stajnie.